# Pandemia de COVID-19 en Illinois
El primer caso de la pandemia de enfermedad por coronavirus en Illinois, estado de los Estados Unidos, inició el 24 de enero de 2020. Hay 131.198 casos confirmados y 6.260 fallecidos.

## Cronología

### Enero
El 24 de enero de 2020, los funcionarios de salud de Illinois anunciaron el primer caso confirmado de COVID-19 en el estado, que fue a su vez también el segundo caso confirmado en los Estados Unidos. El caso era una mujer de unos 60 años que había regresado de una visita del 25 de diciembre al 13 de enero a Wuhan, China, el lugar de origen del brote, donde había visitado con frecuencia a un pariente hospitalizado y otros familiares con enfermedades respiratorias. Ella comenzó a experimentar síntomas después de regresar a Chicago, y fue aislada en el Centro Médico St. Alexius en el suburbio de Hoffman Estates en Chicago.
El 30 de enero, los Centros para el Control y la Prevención de Enfermedades (CDC) confirmaron que la primera transmisión conocida de persona a persona en los Estados Unidos del virus SARS-CoV-2 (entonces conocida como 2019-nCoV) había ocurrido en Chicago. Según los CDC, la mujer que fue el primer caso de Illinois había transmitido el virus a su esposo, quien fue confirmado como el segundo caso de Illinois y el sexto caso del país después de dar positivo. El señor estaba aislado en el mismo hospital que su esposa.

### Febrero
El 7 de febrero, los dos casos de Illinois fueron dados de alta del hospital y comenzaron el aislamiento en el hogar. Ambos hicieron recuperaciones completas y fueron liberados del aislamiento el 14 de febrero. El 29 de febrero, un tercer residente de Illinois dio positivo por el virus en los suburbios del condado de Cook.

### Marzo
El 14 de marzo, el número total de casos en Illinois aumentó a 66. Estos incluyeron los primeros casos en el Área metropolitana de Chicago, con pacientes con resultados positivos en los condados de Woodford, Cumberland y St. Clair. Un nuevo caso en el condado de DuPage fue el primer residente de Illinois de un centro de atención a largo plazo en contraer el virus. En el Aeropuerto Internacional O'Hare, los viajeros que regresaron de Europa se enfrentaron a una mejor evaluación por parte de los funcionarios de aduanas de Estados Unidos debido a la prohibición federal de viaje establecida el día anterior. Las proyecciones llevaron a largas esperas e instalaciones superpobladas en el aeropuerto, que tanto el gobernador J. B. Pritzker como el alcalde Lightfoot criticaron severamente como inseguros.
El 17 de marzo, el número de casos aumentó a 160. Las autoridades anunciaron la primera muerte relacionada con COVID-19, una mujer de unos 60 años de Chicago; una enfermera jubilada de South Side, la mujer sufría una afección subyacente que luego se reveló como asma y murió en el Centro Médico de la Universidad de Chicago. 22 de los nuevos casos fueron confirmados en un hogar de ancianos de Willowbrook, incluidos 18 residentes y cuatro miembros del personal; Estos casos estaban relacionados con un caso inicial anunciado el 14 de marzo. La Universidad Northwestern, la Universidad de Illinois en Chicago y el Instituto de Tecnología de Illinois confirmaron que las personas en el campus habían dado positivo por el coronavirus. Otros casos nuevos incluyeron empleados en el Aeropuerto Internacional de Midway y un trabajador del Departamento de Bomberos de Chicago.
El 26 de marzo, el Departamento de Salud anunció 673 nuevos casos de enfermedad por COVID-19 junto con siete muertes. Estas muertes incluyeron a una mujer de 90 años, un hombre de 70 años, dos hombres y dos mujeres de 60 años y un hombre de 50 años; no se disponía de información del condado para estas personas. Los funcionarios del Departamento de Salud Pública anunció el primer caso en el condado de Iroquois.
El 30 de marzo, el Dr. Ngozi Ezike, director del Departamento de Salud, anunció que había 461 casos nuevos y ocho muertes. Los condados que informaron muertes fueron en Cook (un hombre de unos 50 años, un hombre de unos 60 años, una mujer de 60 años, una mujer de 70 años), DuPage (un hombre de 60 años), Kendall (una mujer de 60 años), y Will (un hombre de unos 50 años y un hombre de unos 60). Una muerte fue un hombre encarcelado del Centro Correccional de Stateville. Además, había doce hombres encarcelados en Stateville que ahora están hospitalizados, y varios requieren ventiladores. Otros 77 individuos encarcelados con síntomas que están aislados en la instalación junto con once miembros del personal que también están siendo aislados. Las pruebas para COVID-19 revelaron el primer caso de infección el 22 de marzo en la cárcel del condado de Cook. El 10% de los 5.000 reclusos fueron liberados como medida de precaución, pero el número de infecciones había aumentado a 134 el 30 de marzo. Los primeros casos confirmados de enfermedad por coronavirus se anunciaron en este día para los condados de Clark, Crawford, Marion, Randolph y Saline.
El 31 de marzo, se anunciaron 937 casos confirmados adicionales junto con 26 muertes que elevaron el total de fallecidos a 99. Los condados de Ford y Ogle informaron sus primeros casos confirmados en esta fecha, mientras que los siguientes condados tuvieron muertes relacionadas con la enfermedad: Cook (dos hombres de 50 años, un hombre de 60 años, dos mujeres de 60 años, cinco hombres de 70 años, dos mujeres de 70 años, tres hombres de 80 años, una mujer de 80 años y un hombre de 90 años), DuPage (dos mujeres en sus 70), Kane (un hombre en sus 80), Lake (una mujer en sus 60), McLean (un hombre en sus 70), Morgan (un hombre en sus 80), St. Clair (una mujer en sus 30 años), Will (un hombre en sus 80 y una mujer en sus 80).

### Abril
El 9 de abril, los condados de Hancock, Pulaski y Schuyler informaron sus primeros casos confirmados.
El 10 de abril, los condados de Fulton y Greene anunciaron sus primeros casos confirmados.
El 11 de abril, los condados de McDonough, Perry y Warren reportaron sus primeros casos. El Departamento de Asuntos de los Veteranos de los Estados Unidos de Illinois informó que un empleado del Hogar de Veteranos de Illinois en Manteno dio positivo por COVID-19 y está aislando en su hogar. No hubo indicios de residentes contrayendo la enfermedad en ninguno de los hogares de veteranos de Illinois en todo el estado. La casa Prince, una instalación independiente en los terrenos de Manteno que atiende a veteranos sin hogar, cuatro de sus empleados y dos veteranos sin hogar han dado positivo a COVID-19.

## Respuesta gubernamental
El 9 de marzo, el gobernador J. B. Pritzker emitió una proclamación de desastre, el equivalente del estado a un estado de emergencia, ya que se anunciaron cuatro nuevos casos en el estado. A partir del 9 de marzo en adelante, Pritzker y el Departamento de Salud Pública de Illinois han estado realizando informes de prensa diarios sobre la crisis. El 18 de marzo, el gobernador Pritzker anunció un nuevo sitio web que sería un centro centralizado con información y recursos relacionados con el coronavirus y el impacto en los residentes y negocios de Illinois.
Durante marzo, el gobierno estatal anunció una serie de medidas cada vez más intensas para lograr el distanciamiento social. El 13 de marzo, el gobernador Pritzker anunció que todas las escuelas en Illinois cerrarían por un período que comenzaría el martes siguiente y duraría hasta fin de mes. El anuncio del gobernador se produjo después de que cientos de distritos escolares públicos y escuelas privadas ya habían anunciado el cierre. El 15 de marzo, el gobernador Pritzker anunció que todos los bares y restaurantes permanecerán cerrados hasta el 30 de marzo para "[hacer cumplir] y [preservar] la seguridad y la salud de todos los residentes de Illinois". Las empresas con opciones de entrega y comida para llevar aún podrán servir. El 16 de marzo, el gobernador Pritzker anunció que todas las reuniones de 50 o más personas serán canceladas de acuerdo con las nuevas pautas de los CDC. Illinois Gaming Board suspendió todas las operaciones de videojuegos en todos los establecimientos de videojuegos con licencia y suspendió las operaciones de juego en todos los casinos del 16 al 30 de marzo. El 20 de marzo, el gobernador Pritzker anunció una orden de estadía en el hogar a nivel estatal a partir del 21 de marzo hasta el 7 de abril de 2020. Todos los negocios no esenciales deben estar cerrados (por ejemplo, teatros, parques, bibliotecas, etc.), mientras que los negocios esenciales como tiendas de abarrotes, estaciones de servicio, hospitales, farmacias deben permanecer abiertas. El 31 de marzo, el gobernador Pritzker extendió la orden estatal de quedarse en casa hasta el 30 de abril. El 23 de abril, el gobernador Pritzker extendió la orden de estadía en el hogar hasta el 29 de mayo con algunas modificaciones. A las iglesias también se les prohibió celebrar reuniones con más de 10 personas presentes. Algunas iglesias desafiaron la orden del gobernador, celebraron reuniones y luego presentaron demandas federales.

Chicago durante la inmovilización social como consecuencia de las políticas de la «proclamación de desastre» decretado por el gobernador J. B. Pritzker.
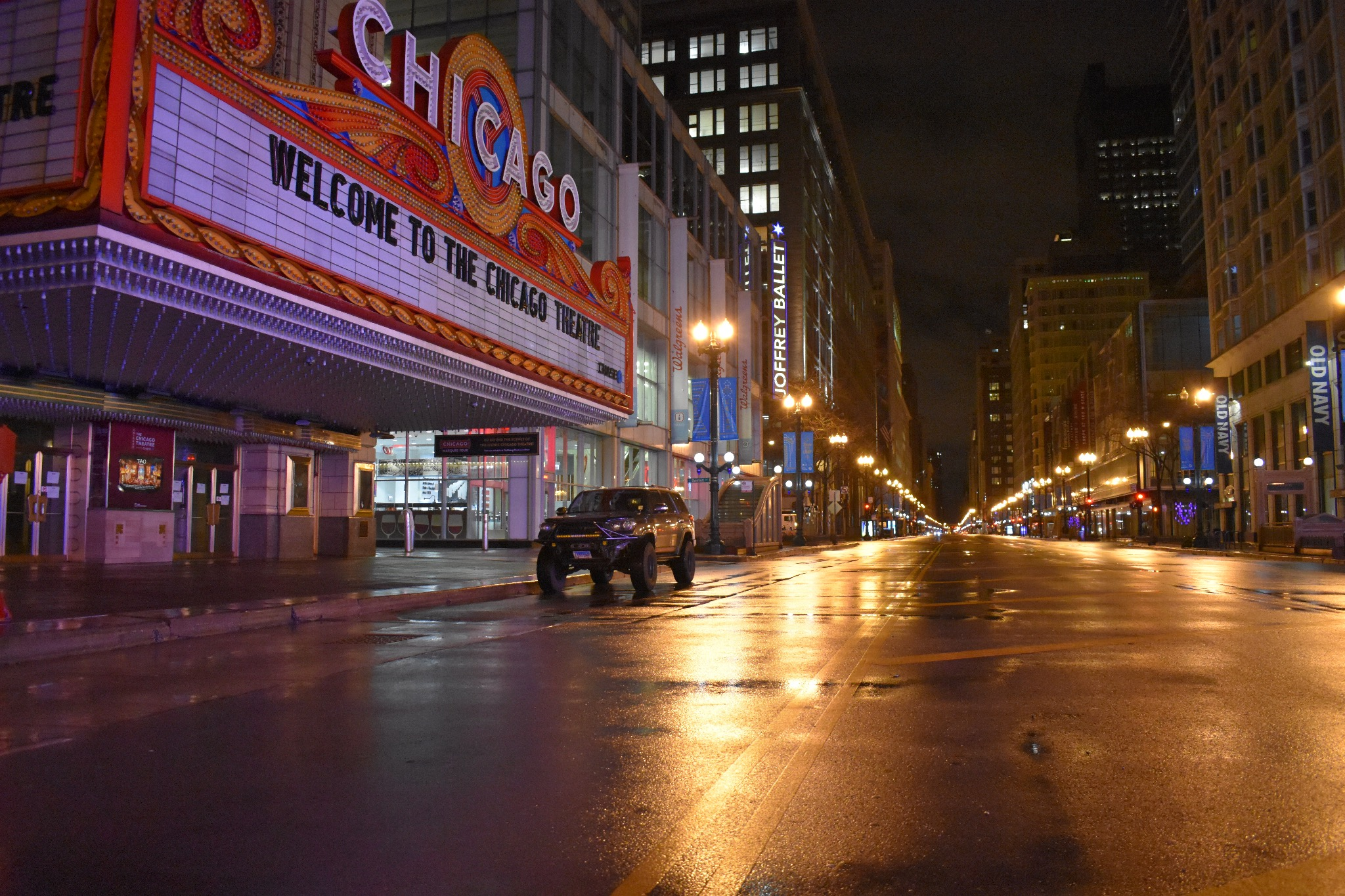
El teatro de Chicago cerrado.
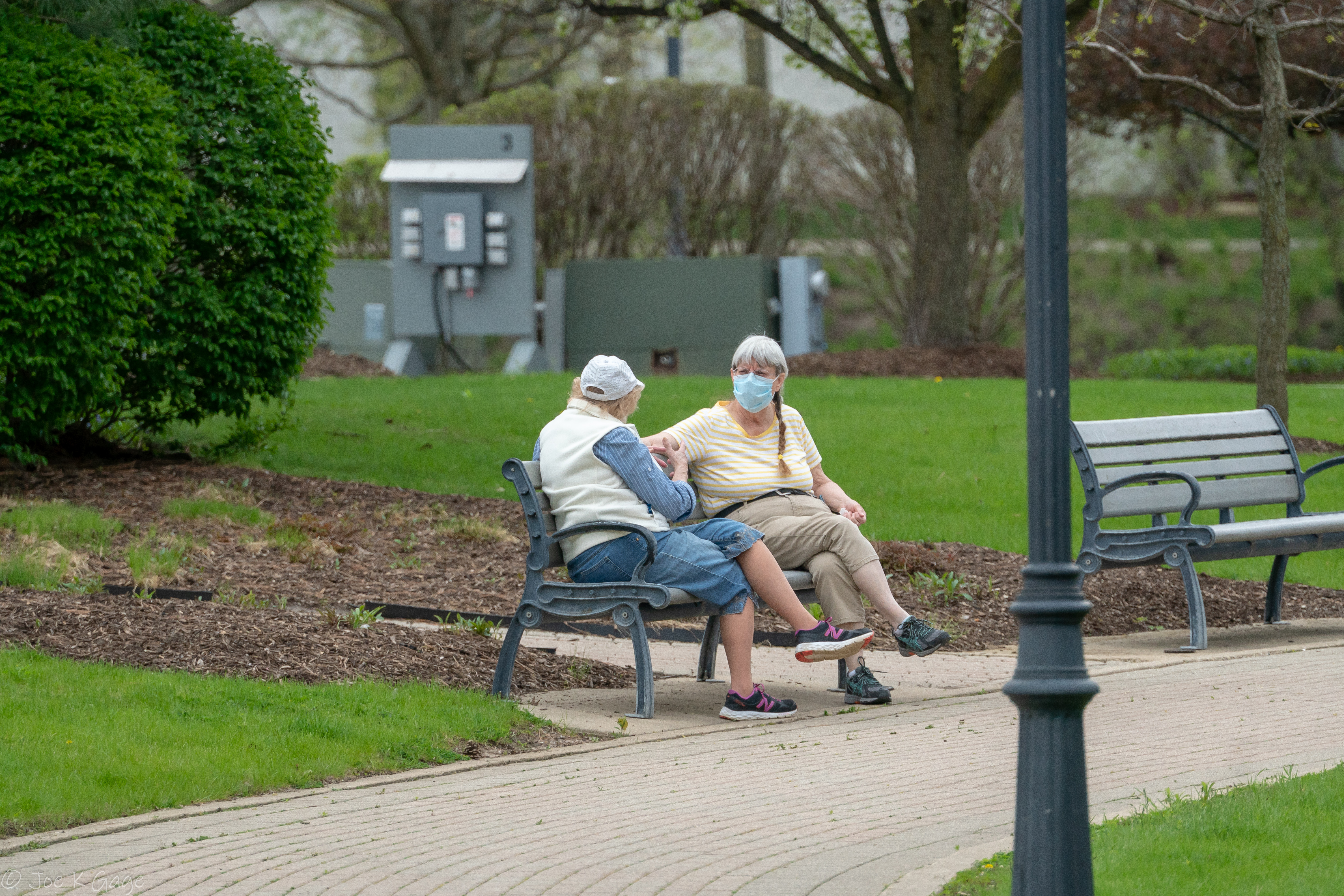
Pareja de ancianas, la principal población vulnerable en la pandemia, respetando el distanciamiento social en un parque de Geneva.